# Gare de Lyon-Saint-Paul
Gare de Lyon-Saint-Paul vasútállomás Franciaországban, Lyonban.

## Vasútvonalak
Az állomást az alábbi vasútvonalak érintik:
- Lyon-Saint-Paul-Montbrison-vasútvonal

## Kapcsolódó állomások
A vasútállomáshoz az alábbi állomások vannak a legközelebb:
- Gare de Lyon-Gorge-de-Loup (Gare de Sain-Bel)
- Gare de Lyon-Gorge-de-Loup (Gare de Brignais)